# Get Real
Get Real (tj. Buď sám sebou) je britský hraný film z roku 1999, který režíroval Simon Shore. Scénář napsal Patrick Wilde podle své knihy What's Wrong With Angry? z roku 1992. Hlavním hrdinou filmu je teenager Steven, který se vyrovnává se svou homosexualitou.

## Děj
Šestnáctiletý student Steven Carter je gay, což o sobě ví od svých jedenácti let. V malém anglickém městě Basingstoke v hrabství Hampshire je to pro něj zásadní problém. O jeho tajemství ví pouze jeho kamarádka Linda. Ačkoliv je pohledný a inteligentní, nesportuje a je introvert, takže je ve škole terčem útoků starších spolužáků. Jednoho dne náhodou zjistí, že John Dixon, idol dívek na celé škole a sportovec je také gay a zamilují se do sebe. Protože si John buduje svou macho fasádu, musejí se scházet naprosto utajeně a John ve škole předstírá, že Stevena vůbec nezná. Na jedné školní párty se o Stevena začne zajímat spolužačka Jessica, se kterou se zná z redakce školního časopisu. Jessice posléze řekne, že je gay, ale nesmí prozradit, s kým chodí. Jessica se dovtípí, že tím člověkem je John. Steven anonymně donese do školního časopisu článek o problémech homosexuální mládeže, ale ředitel jej zakáže otisknout. Steven na výročním předávání cen nejlepším žákům veřejně řekne, že článek napsal on a že je gay. John ani přesto nenajde odvahu ke coming outu, proto se spolu rozcházejí.

## Obsazení
| Ben Silverstone    | Steven Carter               |
| Brad Gorton        | John Dixon                  |
| Charlotte Brittain | Linda                       |
| Jacquetta May      | Stevenova matka             |
| David Lumsden      | Stevenův otec               |
| Richard Hawley     | učitel angličtiny           |
| Martin Milman      | ředitel školy               |
| Stacy Hart         | Jessica                     |
| Kate McEnery       | Wendy                       |
| Patrick Nielsen    | Mark                        |
| Tim Harris         | Kevin                       |
| James D. White     | Dave                        |
| David Elliot       | Glen                        |
| Steven Elder       | Bob, instruktor v autoškole |

## Ocenění
- Edinburgh International Film Festival: cena publika
- Dinard British Film Festival: cena poroty, cena publika
- Filmfest Emden: cena publika